# Eithne FitzGerald

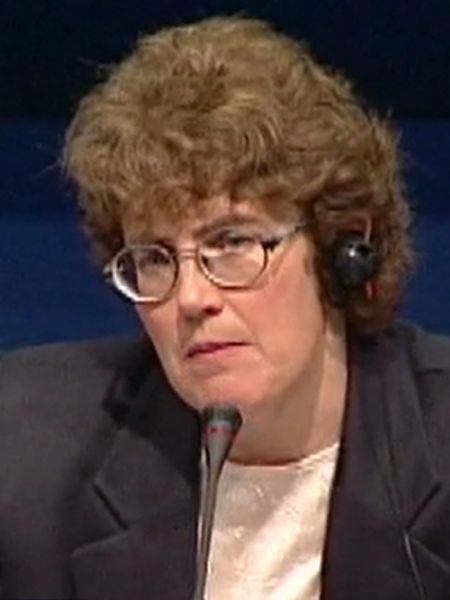
Eithne FitzGerald

Eithne FitzGerald (geborene Ingoldsby, * 28. November 1950 in Dublin) ist eine irische Politikerin der Irish Labour Party und war von 1992 bis 1997 Mitglied (Teachta Dála) im Dáil Éireann. 

## Leben
FitzGerald studierte Wirtschaftswissenschaften am University College Dublin. Sie versuchte mehrfach in den Dáil Éireann von 1982 an einzuziehen. Es gelang ihr aber nur bei den Wahlen zum Dáil Éireann 1992.
In der Regierung Reynolds II wurde sie am 14. Januar 1993 zur Staatsministerin im Finanzministerium und beim Tánaiste mit dem Aufgabenbereich des Nationalen Entwicklungsplans ernannt. Mit dem Rücktritt aller Amtsinhaber der Irish Labour Party am 17. November 1994 verließ auch FitzGerald ihren Posten. In der nachfolgenden Regierung Bruton wurde sie am 20. Dezember 1994 zur Staatsministerin im Wirtschaftsministerium mit dem Aufgabenbereich Arbeit ernannt. In dieser Zeit erarbeitete sie das irische Informationsfreiheitsgesetz. 
Eithne FitzGerald ist seit 1989 mit John Declan FitzGerald verheiratet, mit dem sie drei Kinder hat. Ihr Schwiegervater ist der frühere Taoiseach Garret FitzGerald.